# Opmarch (Matador)
Opmarch er den sjette episode af den danske tv-serie Matador. Den blev skrevet af seriens skaber Lise Nørgaard og instrueret af Erik Balling. Seriens musikalske tema er komponeret af Bent Fabricius-Bjerre. Den blev vist første gang på dansk tv den 16. december 1978.

## Handling
"I 1932 er der på mange fronter opbrudsstemning i Korsbæk. Damernes Magasin bliver til en rigtig bank - Omegnsbanken, som bliver ledet af Kristen Skjern (Jesper Langberg). Der ventes familieforøgelse i Skjern-familien, der dropper Andersen mellemnavnet. Hos familien Varnæs forårsager den spendable overretssagfører Jørgen (Bent Mejding) skandale med sine ægteskablige sidespring - og det ender i en personlig økonomisk katastrofe for ham. Elisabeth (Helle Virkner) flytter i egen lejlighed. "

## Medvirkende
- Holger Juul Hansen - (Hans Christian Varnæs, bankdirektør)
- Malene Schwartz - (Maude Varnæs, bankdirektørfrue)
- Helle Virkner - (frk. Friis, Maudes søster)
- Bent Mejding - (Jørgen Varnæs, Hans Christians bror)
- Susse Wold - (Gitte Graa, Jørgen Varnæs' veninde)
- Søren Bruun - (Ulrik, Hans Christians og Maudes søn)
- Nicla Ursin - (Regitze, Hans Christians og Maudes datter)
- Elin Reimer - (Laura, kokkepige hos Varnæs)
- Kirsten Olesen - (Agnes, stuepige hos Varnæs)
- Ove Sprogøe - (dr. Louis Hansen, ven af Varnæs')
- Bjørn Watt-Boolsen - (oberst Hachel, ven af Varnæs')
- Karl Stegger - (Konsul Emanuel Holm)
- Else-Marie Juul Hansen - (Konsulinde Oda Holm)
- John Hahn-Petersen - (Hr. Stein, bogholder i Korsbæk Bank)
- Ann Margrethe Schou - (Frk. Mortensen, kassererske i Korsbæk Bank)
- Joen Bille - (Aage Holmdal, bankassistent volontør i Korsbæk Bank)
- Emil Hass Christensen - (Bernhard Lund, bestyrelsesmedlem)
- Sonja Oppenhagen - (Vicki Arnesen, Alberts enke)
- Arthur Jensen - (Rudolf Schwann, kompagnon i Damernes Magasin & Co)
- Vera Gebuhr - (frk. Inger Jørgensen, ekspeditrice i Damernes Magasin & Co)
- Else Petersen - (Frøken Grøn, direktrice i Damernes Magasin & Co)
- Jørgen Buckhøj - (Mads Andersen-Skjern)
- Ghita Nørby - (Ingeborg, Mads' kone)
- Kristian Steen Rem - (Daniel Andersen Skjern)
- Helle Nielsen III - (Ellen, Ingeborgs datter)
- Buster Larsen - (grisehandler Oluf Larsen)
- Lily Broberg - (Katrine Larsen, Oluf Larsens kone)
- Jesper Langberg - (Kristen Andersen Skjern, Mads' lillebror)
- Claus Michel Heil - (Fritz, lærling i Tøjhuset)
- Edvin Tiemroth - (Højesteretssagfører Øster)
- Esper Hagen - (Arnold Vinter, ekspedient i Tøjhuset)
- Lene Brøndum - (Agnete, frisør, Arnolds kæreste)
- Holger Perfort - (Olsen, overtjener på Postgården)
- Lis Løwert - (Violet Vinter, Arnolds mor)
- John Martinus - (Holger, Ingeborgs eks-mand)
- Aage Poulsen - (Tjener Petersen i Skovpavillonen)
- Palle Huld - (Olsen, Korn- og foder)
- Dan Jacobsen - (Soldat)
- Kaj Wolffrom - (Soldat)
- Ole Andreasen - (Resuméfortælleren)
- Benny Juhlin - (Præst)
- Flemming Dyjak - (Kontorist på Korn- og Foderstofforretningen)
- Anne Kathrine Ursin - (Trine, klaverelev)
- Birgitte Bruun - (Kvinde fra møde (Ester) der fornærmer Konsulinde Holm)